# Konrádovce
Konrádovce (in ungherese: Korláti) è un comune della Slovacchia facente parte del distretto di Rimavská Sobota, nella regione di Banská Bystrica.